# Diether Roderich Reinsch
Diether Roderich Reinsch (* 11. Februar 1940 in Breslau) ist ein deutscher Byzantinist.
Nach dem Abitur 1959 in Wuppertal begann Reinsch zunächst ein Studium der Klassischen Philologie und Germanistik an den Universitäten Köln, Tübingen und Athen (Stipendium 1962/1963) sowie an der Freien Universität Berlin, das er 1967 mit dem Staatsexamen in Klassischer Philologie abschloss. Im Anschluss daran studierte Reinsch bis 1974 Byzantinistik an der Freien Universität Berlin und war als wissenschaftlicher Mitarbeiter am dortigen Aristoteles-Archiv tätig. Das Studium schloss er mit einer Promotion in Byzantinistik mit dem Thema Die Briefe des Matthaios von Ephesos im Codex Vindobonensis Theol. Gr. 174 ab und wurde im darauffolgenden Jahr Assistenzprofessor am dortigen Seminar für Klassische Philologie. Nach Abschluss seiner Habilitation in den Fächern Byzantinische und Neugriechische Philologie im Jahre 1981 mit der Schrift Kritobulos von Imbros, Historien arbeitete er an unterschiedlichen Forschungsprojekten in Berlin, Göttingen und Frankfurt am Main.
1986 erhielt er eine Professur für Neugriechische und Byzantinische Philologie an der Ruhr-Universität Bochum. 1993 folgte er schließlich dem Ruf an die Freie Universität Berlin und blieb dort bis zu seiner Emeritierung 2005 Professor für Byzantinistik. Von 1993 bis 2001 war Reinsch außerdem Vorsitzender der Arbeitsgemeinschaft deutscher Byzantinisten, bis 2005 dann ihr Stellvertretender Vorsitzender.
Zu seinen Forschungsschwerpunkten gehört neben der Byzantinischen Philologie mit Schwerpunkten auf mittel- und spätbyzantinischer Literatur sowie Historiographie vor allem die Handschriftenkunde und Textkritik.
Diether R. Reinsch erhielt aufgrund seiner Verdienste um die Byzantinistik verschiedene Ehrungen. Im Dezember 1998 wurde ihm der Phönix-Orden vom griechischen Staatspräsidenten verliehen, im Mai 2006 erhielt er von der Aristoteles-Universität Thessaloniki die Ehrendoktorwürde. Im gleichen Jahr war er zudem Fellow an der Alexander-Onassis-Stiftung in Athen, 2007 war er Gastdozent an der Universität des Heiligen Tychon in Moskau, 2008 Visiting scholar for Byzantine Studies am Forschungszentrum Dumbarton Oaks. Des Weiteren erhielt Reinsch im Jahre 2007 eine Gastdozentur an der Universität des Heiligen Tychon in Moskau.

## Veröffentlichungen (Auswahl)
- Die Briefe des Matthaios von Ephesos im Codex Vindobonensis Gr. 174. Mielke, Berlin 1974.
- zusammen mit Paul Moraux, Dieter Harlfinger, Jürgen Wiesner: Aristoteles Graecus. Die griechischen Manuskripte des Aristoteles. Band 1: Alexandrien–London (= Peripatoi. Band 8). Walter de Gruyter, Berlin/Boston 1976, ISBN 3-11-085287-X.
- zusammen mit Georgios Fatouros: Neugriechisches Lehrbuch. Studienverlag Brockmeyer, Bochum 1977 (zweite, verbesserte und erweiterte Auflage 1980; dritte Auflage 1984; vierte Auflage 1987, ISBN 3-88339-591-9).
- als Herausgeber: Critobuli Imbriotae Historiae (= Corpus Fontium Historiae Byzantinae. Series Berolinensis, Band 22). Walter de Gruyter, Berlin/New York 1983, ISBN 3-11-008969-6.
- zusammen mit Dieter Harlfinger, Joseph Sonderkamp: Specimina Sinaitica. Die datierten griechischen Handschriften des Katharinen-Klosters auf dem Berge Sinai, 9.–12. Jahrhundert. Dietrich Reimer, Berlin 1983, ISBN 3-496-00743-5.
- Mehmet II. erobert Konstantinopel. Das Geschichtswerk des Kritobulos von Imbros übersetzt, eingeleitet und erklärt (= Byzantinische Geschichtsschreiber. Band 17). Styria, Graz/Wien/Köln 1986, ISBN 3-222-10296-1.
- zusammen mit Rudolf Brandl: Die Volksmusik der Insel Karpathos. Eine Studie zum Problem von Konstanz und Variabilität instrumentaler Volksmusik am Beispiel einer griechischen Insel 1930–1981. Band I: Die Lyra-Musik. Ed. Re, Göttingen 1992.
- Anna Komnene, Alexias, übersetzt, eingeleitet und mit Anmerkungen versehen. DuMont, Köln 1996, ISBN 3-7701-3492-3 (2. Auflage, Walter de Gruyter, Berlin/New York 2001, ISBN 3-11-017195-3).
- zusammen mit Athanasios Kambylis: Annae Comnenae Alexias (= Corpus fontium historiae Byzantinae. Series Berolinensis, Band 40). 2 Teilbände, Walter de Gruyter, Berlin/New York 2001, ISBN 3-11-015813-2.
- zusammen mit Foteini Kolovou: Kritoboulou tou Imbriou Historia. Eisagōgē – Metaphrasē – Scholia (= Keimena Vyzantinēs historiographias. Band 13). Kanakes, Athen 2005, ISBN 960-7420-92-6.
- Michaelis Pselli Chronographia (= Millennium-Studien. Band 51). 2 Teilbände, Walter de Gruyter, Berlin/Boston 2014, ISBN 978-3-11-034548-3.
- zusammen mit Ljuba H. Reinsch-Werner: Michael Psellos. Leben der byzantinischen Kaiser (976–1075). Chronographia (Sammlung Tusculum). De Gruyter, Berlin/München/Boston 2015, ISBN 978-3-11-030085-7.
- zusammen mit Ljuba H. Reinsch-Werner: Dukas. Chronographia. Byzantiner und Osmanen im Kampf um die Macht und das Überleben (1341–1462). Griechisch-deutsch (Sammlung Tusculum). Walter de Gruyter, Berlin/Boston 2020, ISBN 978-3-11-069764-3.